# Thörl
Thörl là một thị xã nằm ở chân đồi Hochschwab ở huyện Bruck an der Mur thuộc bang Steiermark, Áo.
Thị xã có 4 phường: Fölz, Hinterberg, Palbersdorf, và Thörl.
Các đô thị giáp ranh:
- bắc: Gußwerk
- đông: Turnau, Aflenz Land và Aflenz Kurort
- nam: Sankt Katharein an der Laming, Kapfenberg và Parschlug
- tây: Sankt Ilgen và Etmißl